# Ebo fuscus
Ebo fuscus är en spindelart som beskrevs av Cândido Firmino de Mello-Leitão 1943. 
Ebo fuscus ingår i släktet Ebo och familjen snabblöparspindlar. Inga underarter finns listade i Catalogue of Life.